# جيما باول
جيما باول (بالإنجليزية: Jemma Powell)‏ هي ممثلة بريطانية، ولدت في 25 يوليو 1980.

## أعمال

### أفلام
- (2001) الثقب
- (2007) ملاك[1]
- (2010) أليس في بلاد العجائب[2][3][4]

## وصلات خارجية
- جيما باول على موقع IMDb (الإنجليزية)
- جيما باول على موقع ألو سيني (الفرنسية)
- جيما باول على موقع أول موفي (الإنجليزية)
- جيما باول على موقع قاعدة بيانات الأفلام السويدية (السويدية)
- جيما باول على موقع قاعدة بيانات الفيلم (الإنجليزية)
- جيما باول على موقع كينوبويسك (الروسية)